# Yamaha GX-1
Der Yamaha GX-1, zunächst als Electone GX-707 veröffentlicht, ist eine analoge polyphone Synthesizer-Orgel, die von Yamaha als Testsystem für spätere Consumer-Synthesizer und Orgeln der Electone-Serie für den Bühnen- und Heimgebrauch entwickelt wurde. Die GX-1 verfügt über insgesamt vier Klangsynthese-Gruppen (sog. synthesizer ranks) bestehend aus drei Manualen, Solo, Upper und Lower, sowie Pedalen und eine analoge Rhythmusmaschine. Die GX-707 erschien erstmals 1973 als „Theatermodell“ für Konzertbühnen, bevor 1975 die GX-1 veröffentlicht wurde. Es wird gemunkelt, dass Yamaha die Bezeichnung änderte, als man feststellte, dass sie die Modellnummer mit der Boeing 707 gemeinsam hatte. Das grundlegende Design des GX-1 folgte dem 1970 veröffentlichten Electone EX-42. Die Erstauslieferung erfolgte im Winter 1973.

## Übersicht

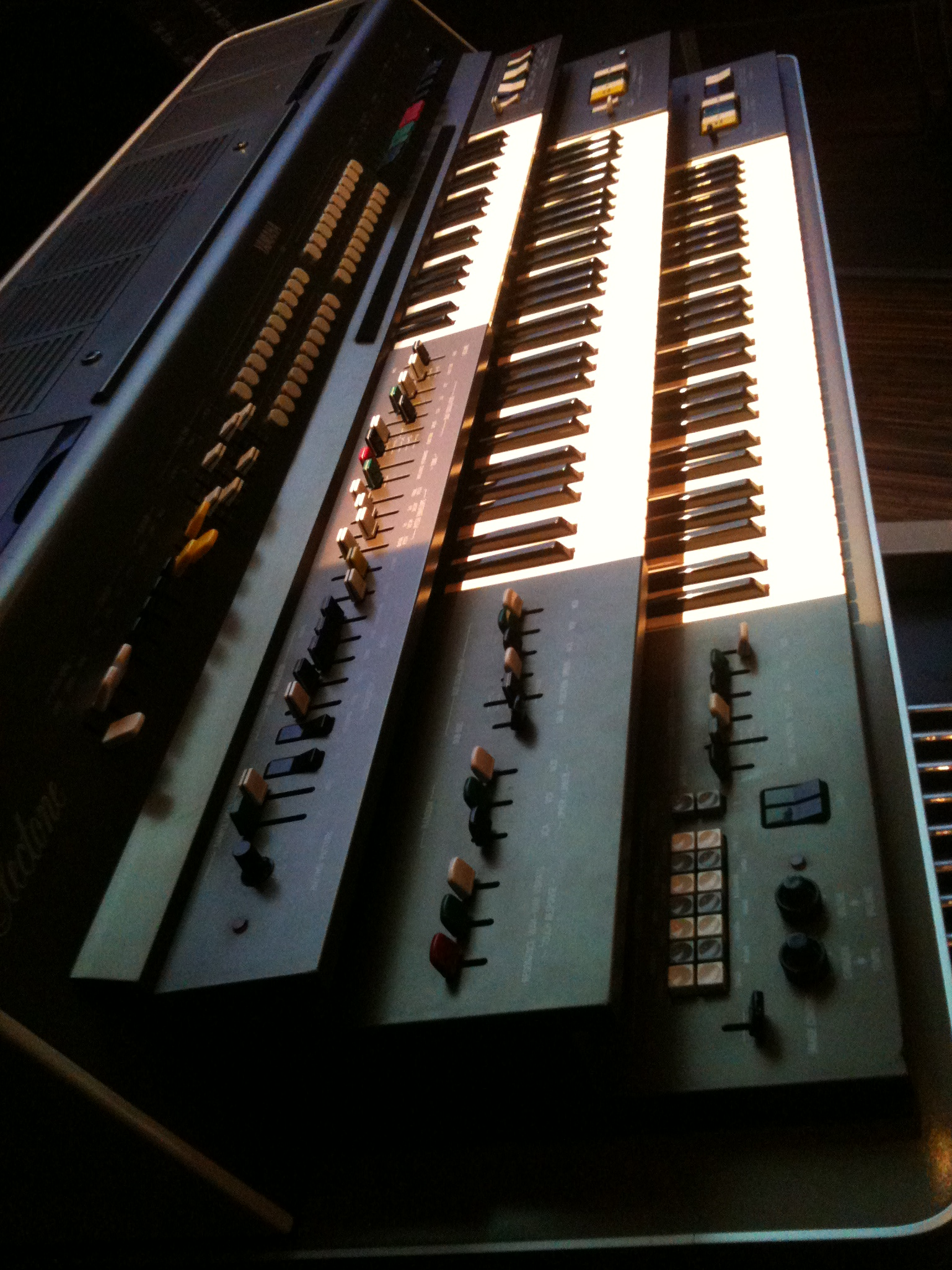
Yamaha GX-1 manuals

Das oberste Manual, das Solo-Manual, besteht aus einer 3-Oktaven-Tastatur mit 37 Tasten, welche die übliche Breite besitzen und nur etwas kürzer sind, als gewöhnlich. Direkt über dem Solo-Manual befindet sich die Portamento-Einheit, ein Ribbon-Controller, mit dem stufenlose Tonhöhen erzeugt werden können, die in etwa der folgenden Solo-Tastatur-Note entsprechen. Die Portamento-Tastatur überschreibt die Solo-Tastatur, wenn sie gleichzeitig verwendet wird. Das Solo-Manual hat nur einen einzigen Oszillator, aber einen dedizierten Niederfrequenzoszillator (LFO), einen Tonhöhenhüllkurvengenerator und einen Ringmodulator.
Das mittlere (upper) und das untere (lower) Manual haben jeweils eine 5-Oktaven-Tastatur mit 61-Tasten in voller Größe. Sie sind beide 8-stimmig polyphon mit jeweils zwei Oszillatoren pro Stimme. Jedes dieser polyphonen Manuale hat einen dedizierten LFO und es gibt einen gemeinsamen „zufälligen“ Modulationsgenerator. Das obere Manual hat auch einen horizontalen Aftertouch, für die Tonhöhe, Lautstärke oder Filter und eine polyphone Gleitfunktion.
Das Pedal-System besteht aus 25-Pedalen. Es ist monophon, mit drei Oszillatoren, jedoch ohne LFO. Zu den Laustärkesteuerungen gehören ein Schwellerpedal mit Fußschalter und ein federbelasteter Kniesteuerer (spring-loaded knee controller).
Alle vier Manuale verwenden ein common voice-card design (im Yamaha-Sprachgebrauch als „Tongenerator“ bezeichnet), um ihre Sounds zu erzeugen. Jede dieser Stimmerzeugungskarten verfügt über einen spannungsgesteuerten Oszillator (VCO) mit mehreren Wellenformen, spannungsgesteuerten Hochpass- und Tiefpassfiltern mit 2 Polen sowie zwei Hüllkurvengeneratoren zur Filtermodulation und VCA-Steuerung. Es gibt auch eine variable bandpassgefilterte Sägezahnwelle und eine hochpassgefilterte Rechteckwelle auf jeder Stimmkarte. In einem GX-1 befinden sich insgesamt 36 Stimmkarten mit je 36 Oszillatoren, 72 Hüllkurvengeneratoren und 144 Filtern. Aufgrund der Verwendung zahlreicher Submodule, die in klassischer analoger Transistortechnik auf Epoxid-Platinen gefertigt sind, wiegt ein kompletter Satz von GX-1-Stimmkarten allein schon mehr als ein Polymoog.
Voreingestellte Sounds werden auf „Tonmodulen“ gespeichert – kleinen Kassetten, die jeweils 26 Widerstandsteiler mit festem Wert enthalten. Diese erzeugen Spannungen, die die Stimmkarten ansteuern, wobei jeder Widerstand einen Parameter des Klangs steuert. Die Tonmodule sind in Fächern im oberen Bereich des Synthesizers installiert. Anstelle eines Tonmoduls kann ein optionaler „Tonplatinen“-Programmierer eingesetzt werden, der einen vollständigen Satz von Reglern, Schaltern und Schiebereglern zur manuellen Steuerung der Parameter eines Tons bereitstellt. Auf diese Weise erzeugte Töne können dann mithilfe der Einstellungsbox für Tonmodule auf ein Modul mit variablem Ton „programmiert“ werden. Die oberen, unteren und Pedal-Manuale haben alle eine Stimmstruktur, bei der jeder der beiden Stimmkarte ein anderer Ton zugewiesen wird. Mit einer Reihe versteckter wave motion -Regler können die zweiten Töne der oberen und unteren Ränge verstimmt werden, ähnlich dem heute bekannten Choruseffekt. Im Pedal-Manual wird der zweite Ton auf zwei Sprachkarten verdoppelt, die beide über eine separate Verstimmungssteuerung verfügen.
Die GX-1-Konsole wiegt 300 kg. Das Pedalboard und der Ständer tragen 87 kg bei, und jeder der röhrenbetriebenen Lautsprecher, von denen vier an den GX-1 angeschlossen werden können, wiegt 141 kg (was zusammen insgesamt 951 kg entspricht).
Der GX-1 kostete 60.000 US-Dollar (inflationsbereinigt 315.000 US-Dollar im Jahr 2014) und wurde 1973 auf der NAMM in den USA uraufgeführt. Die genaue produzierte Anzahl ist unbekannt, wird aber auf weniger als 100 geschätzt. Es ist bekannt, dass mindestens 13 GX-1 außerhalb Japans existieren, der Rest soll in Japan verblieben sein.
Der GX-1 diente als Prüfstand für die Entwicklung des polyphonen Synthesizers Yamaha CS-80, der sich als viel kleiner und tragbarer herausstellte, obwohl er im Vergleich zu modernen Synthesizern für Live-Auftritte immer noch als schwer angesehen werden muss. Der Klang der CS-80 ist ein hörbar anderer, als der der GX-1.

## Musiker
Eine Reihe von Künstlern verwendete die Yamaha GX-1 ausgiebig für ihre Aufnahmen:
- Der erste ausgelieferte Synthesizer ging an Stevie Wonder.[4] Er soll zwei gekauft haben, von denen einer bei Madame Tussauds in Las Vegas ausgestellt ist. Er bezeichnete den GX-1 wegen seiner drei Keyboards, die es ihm ermöglichten, verschiedene Sounds gleichzeitig zu überlagern und üppige und sehr überzeugende Orchesterklänge zu erzeugen, als Dream Machine. Wonder verwendete den GX-1 insbesondere für sein 1976er Album Songs in the Key of Life und sein 1979er Soundtrack-Album Journey Through the Secret Life of Plants.
- Das zweite Gerät ging an Keith Emerson von Emerson, Lake & Palmer.[4] Es wird in ihren Alben Works Volume I, Works Volume II, Love Beach und In Concert sowie in verschiedenen Soundtrack-Projekten in den späten 1970er und frühen 1980er Jahren, einschließlich ihres gleichnamigen Emerson,-Lake-&-Powell-Albums, sowie im Konzertfilm ihrer 1977er Works Orchestral Tour und in den Musikvideos zu „Touch and Go“ und „Black Moon“ verwendet. Emerson beschrieb das Touren mit dem GX-1 wegen seiner Masse von 600 Pfund als „Roadie-Albtraum“.
- Das dritte Gerät ging an Mickie Most.[4]
- John Paul Jones von Led Zeppelin verwendete 1979 einen GX-1 auf ihrem Album In Through the Out Door. Er verwendete es auch bei Led Zeppelins Konzerten 1979 in Knebworth. Er verkaufte seine später an Keith Emerson.
- Benny Andersson von ABBA verwendete eine Yamaha GX-1 auf mehreren ABBA-Tracks sowie auf der Tour. Bemerkenswerte Einsätze sind das Synth-Bass-Intro zu Does Your Mother Know und die Streichersektionen vieler Songs aus den Alben Super Trouper und The Visitors wie die Eröffnung von Lay All Your Love on Me. Dieses steht immer noch in seinem Riksmixningsverket-Studio in Stockholm, zusammen mit vielen anderen alten Synthesizern und Keyboards. Es hatte die Seriennummer 5088 und war 1976 das letzte von Yamaha ausgelieferte. Im Jahr 2015 wurde es restauriert.[6]
- Hans Zimmer kaufte eine der alten GX-1 von Keith Emerson.
- Hans-Jürgen Fritz von Triumvirat, ein deutsches Progressive-Rock-Trio, beeinflusst von Emerson, Lake & Palmer
- Rick van der Linden von Ekseption, dessen Soloalbum GX1 komplett darauf gespielt wurde.
- Richard Wright von Pink Floyd besaß angeblich einen für kurze Zeit, aber er tauchte auf keiner Aufnahme auf. Es ist nur in der Albumhülle von Is There Anybody Out There? The Wall Live 1980–81 zu sehen.
- Richard D. James von The Tuss und Aphex Twin machten einen Track namens GX1 solo, der vollständig mit der Yamaha GX-1 komponiert wurde. Er erwarb das Instrument nach dem Tod von Mickie Most aus dessen Nachlass.
- Anoushiravan Rohani kaufte Mitte der 1970er Jahre einen GX-1 und hat ihn noch heute.
- Der verstorbene venezolanische Organist und Pianist Tulio Enrique León wechselte 1973 von einer Hammond-Orgel C-3 zu GX-1. Er verwendete dieses Instrument bis zu seiner letzten Aufnahme 1980.[7]
- weitere Nutzer sind Pete Townshend und Riccardo Grotto[8]
- Ein Album gewidmet am GX-1: 1974 Bobby Lyle - "Bobby Lyle Plays Electone gx 707"  zeigt sehr gut was mit dem Instrument möglich ist.